# Chrysobothris tranquebarica
Chrysobothris tranquebarica är en skalbaggsart som först beskrevs av Gmelin 1788.  Chrysobothris tranquebarica ingår i släktet Chrysobothris och familjen praktbaggar. Inga underarter finns listade i Catalogue of Life.